# Spednic Lake Provincial Park
Spednic Lake Provincial Park är en provinspark i New Brunswick i Kanada. Den ligger i sydvästra delen av provinsen vid Spednic Lake och St. Croix River vid gränsen mot USA. Parken består av en campingplats som sköts av St. Croix International Waterway Commission.